# На'од
На'од  — негус Ефіопії з Соломонової династії.

## Правління
Був другим сином Баеди Мар'яма I.
Подібно до Ескендера починав правити під регентством цариці Єлені.
На'од розпочав будівництво розкішного храму у провінції Амхара, який було прикрашено листовим золотом. Церква отримала назву Мекане Селассіє. Утім, імператор загинув до завершення будівництва й був похований всередині церкви. Його син, імператор Девіт II, завершив будівництво 1530 року.
На'од був убитий під час кампанії проти мусульман.